# 1134
1134 (MCXXXIV) a fost un an obișnuit al calendarului iulian.

## Evenimente
- 20 mai: Prima atestare documentară a localității Tecuci (jud. Galați).
- 4 iunie: Victoria lui Erik al II-lea "cel Memorabil" asupra regelui Niels al Danemarcei; Erik devine rege.
- 17 iulie: Bătălia de la Fraga. Regele Alfonso I al Aragonului și Navarrei este înfrânt de către almoravizi.
- 3-5 septembrie: O mare parte a orașelor franceze Le Mans și Chartres este distrusă de un incendiu.
- 7 septembrie: Ca urmare a morții lui Alfonso I, moștenirea sa se împarte între fratele său Ramiro al II-lea "Călugărul" în Aragon și Garcia al VI-lea (Restauratorul) în Navarra; după 60 de ani, Navarra se desprinde din nou de coroana aragoneză și în plus obține de la aragonezi orașul Tudela.

### Nedatate
- septembrie: Incursiune a cruciaților conduși de regele Foulque de Ierusalim în Hauran; ei sunt respinși de către Ismail, atabegul de Damasc, a cărui contraofensivă este oprită de ostilitatea locuitorilor din Damasc din cauza politicii sale fiscale; Ismail declanșează o politică de teroare, în urma căreia cade victimă chiar și propriul său frate, Sawinj; neputând să stăpânească situația, Ismail se retrage lăsând Damascul în mâinile lui Zengi, atabegul de Mosul.
- Are loc căsătoria dintre Hermann al III-lea de Baden și Bertha de Lorena.
- Bătălia de la Farlev. A avut loc între cei doi regi ai Norvegiei: Magnus al IV-lea îl înfrânge pe Harald al IV-lea.
- Ca urmare a unei puternice furtuni în Marea Nordului, se creează arhipelagul Zeelanda printr-un cordon de dune la sud de actuala Haga; totodată, orașul flamand Bruges își pierde accesul direct la mare.
- Cneazul Vsevolod Mstislavici de Novgorod înfrânge triburile ciuzilor și ocupă orașul Tartu din Estonia.
- Contele Alphonse I de Toulouse asediază orașul Narbonne.
- Generalul chinez Yue Fei întreprinde o expediție în China de nord, împotriva jurchenilor din dinastia Jin; dinastia Song recuperează orașul Xiangyang și alte localități.
- Grupul "humiliati" se retrage într-o mănăstire din Milano.
- Împăratul Lothar al III-lea îl învestește pe Albrecht I "Ursul" (mai târziu, fondator al dinastiei Ascanienilor sau de Brandenburg) cu provincia Altmark.
- Marele cneaz Iziaslav al II-lea al Kievului devine și cneaz de Vladimir și Volînia.
- Normanzii din Sicilia, sub regele Roger al II-lea, încep ocuparea litoralului oriental al Tunisiei (Ifriqiya) prin atacarea Djerbei.
- Pietro Farnese al II-lea îi atacă pe normanzi în Apulia.
- Regele Roger al II-lea al Siciliei reprimă o revoltă din Napoli.

## Arte, științe, literatură și filozofie
- Abdul Qadir Jilani devine conducător al școlii Hanbali din Bagdad.
- Este fondată abația Sf. Iacob din Würzburg, în Germania.
- Este încheiată construcția catedralei Sf. Petru din Schleswig.
- Este redactat textul scrierii clasice japoneze Uchigikishu.

## Înscăunări
- 7 septembrie: Ramiro al II-lea "Călugărul", rege al Aragonului (1134-1137).
- 7 septembrie: Garcia al VI-lea "Restauratorul", rege al Navarrei (1134-1150).
- Albrecht I "Ursul", conducător al Altmark.
- Erik al II-lea, rege al Danemarcei (1134-1137).
- Iziaslav al II-lea, cneaz de Vladimir și Volînia.
- Ulrich I, duce de Carintia.

## Nașteri
- 3 iunie: Geoffroi al VI-lea, conte de Anjou (d. 1158)
- Raymond al V-lea, conte de Toulouse (d. 1194)
- Sancho al III-lea, rege al Castiliei (d. 1158).
- Sverker I, rege al Suediei (d. 1156).

## Decese
- 3 februarie: Robert Curthose, duce de Normandia (n.c. 1054)
- 28 martie: Stephen Harding, unul dintre fondatorii Ordinului cistercian (n. 1059)
- 4 iunie: Magnus "cel Puternic", uzurpator al tronului Suediei (n. 1106)
- 6 iunie: Norbert de Xanten, întemeietor al Ordinului premonstratens (n. ?)
- 25 iunie: Niels, rege al Danemarcei (n. 1065)
- 13 august: Piroska (Irina) de Ungaria, soția împăratului Ioan al II-lea Comnen al Bizanțului (n. 1088)
- 7 septembrie: Alfonso I al Aragonului și Navarei, rege al Aragonului și Navarrei (n. 1073)
- Alexandru de Jülich, episcop de Liège (n. ?)
- Engelbert, duce de Carintia (n. ?)
- Galbert de Bruges, cleric și cronicar flamand (n. ?)
- Gumushtegin, emir al danișmenizilor (n. ?)
- Hugue Le Puisset, cavaler cruciat și conte de Jaffa (n. 1100)
- Taizong, împărat din dinastia Jin a jurchenilor (n. ?)
- Tughrul al II-lea, conducător selgiucid (n. ?)